# Revolution von 1848/1849 in Reuß älterer Linie
Die Revolution von 1848/1849 in Reuß älterer Linie wurde von Fürst und Regierung erfolgreich verschleppt und führte nur zu geringen Änderungen.

## Ausgangssituation
In Reuß älterer Linie bestanden bereits vor dem 19. Jahrhundert Landstände. Diese setzten sich aus den Kurien der Ritterschaft und den Vertretern der Städte zusammen. Eine Vertretung des Klerus war nicht vorgesehen. Die Stände traten planmäßig alle acht Jahre zusammen. Die Kurie der Ritterschaft bestand aus den Besitzern der landtagsfähigen Rittergüter, die Städte wurden durch die Bürgermeister von Greiz und Zeulenroda vertreten. Die extrem kleinteilige Landesstruktur mit vielen Exklaven führte dazu, dass vier „Ausländer“, nämlich Einwohner von Reuß jüngerer Linie Mitglied der Stände waren: Der Besitzer der Rittergüter Reichenfels und Hohenleuben, der Pfarrer von Hohenleuben, ein Stadtrat aus Schleiz als Vertreter des Deutschen Hauses in Schleiz und ein Stadtrat aus Saalburg als Vertreter der dortigen geistlichen Kastengerichte.
Obwohl Art. 13 der deutschen Bundesakte vorsah, dass in allen Ländern des deutschen Bundes landständische Verfassungen und Landtag eingerichtet werden sollten, war im Fürstentum Reuß-Greiz weder eine Verfassung erlassen noch ein moderner Landtag einberufen worden. Die Fürsten waren anti-konstitutionell eingestellt.
Die Zensur war in Reuß ä. L. straff, Kirche und Verwaltung lehnten jegliches liberale Denken ab. Eine Modernisierung von Verwaltung und Justiz hatte nicht stattgefunden (die Trennung der Rechtsprechung von der Verwaltung war nicht erfolgt, die Patrimonialgerichtsbarkeit bestand weiter).

## Die Revolution
Die Märzrevolution erreichte auch Reuß älterer Linie. Jedoch bestand Anfang 1848 keine revolutionäre Stimmung. Allerdings war das Volk von den Missernten der letzten Jahre und der deswegen gestiegenen Lebensmittelpreise genauso betroffen, wie der Rest Deutschlands.
Am 14. März 1848 fand im benachbarten Fürstentum Reuß-Lobenstein-Ebersdorf eine Volksversammlung statt, die auch eine Märzbewegung in Reuß ä. L. auslöste. Beginnend in Burck und Zeulenroda erfolgten Volksversammlungen in allen Landesteilen. Eine Reihe von Petitionen mit Märzforderungen wurden Fürsten Heinrich XX. vorgelegt.
Auch wenn es in Reuß ä. L. nur relativ harmlose Protestveranstaltungen gab, fürchtete der Fürst um eine Eskalation und berief am 8. April 1848 die Landstände auf den 13. April ein. Die Landstände, die zuletzt 1840 zusammengekommen waren, rieten zu einer Verfassung, die liberale Grundrechte garantierte und einem Landtag, der starke ständische mit demokratischen Prinzipien kombinieren sollte. Der Landtag sollte sich aus 12 Abgeordneten zusammensetzten. Vier davon sollten Kirche und Rittergutsbesitzer repräsentieren. Zwei davon sollten von den Rittergutsbesitzern gewählt, der Kirchenvertreter vom Fürsten ernannt werden. Hinzu kam eine Virilstimme für den Besitzer des Reuß-Köstritzer Paragiats. Vier Vertreter sollten von den Städten bestimmt werden. Neben den beiden bisherigen Sädtevertretern sollten zwei weitere von den Städten gewählt werden. Die letzte vier sollten die Landbevölkerung repräsentieren. Einer davon, mit grundherrlichem Besitz sollte vom Fürsten ernannt, die letzten drei gewählt werden. Diese Verfassung wurde am 16. April in der Ritter- und Landschaft angenommen und am 18. April vom Fürsten bestätigt.
Diese Regelungen entsprachen bei weitem nicht dem Geist des Jahres 1848. Entsprechend wurden die Vorschriften durch die Bürger heftig kritisiert. Fürst Heinrich XX. erkannte, dass diese Verfassung nicht ausreichen würde, einen Aufstand des inzwischen deutlich revolutionär gesinnten Volkes zu vermeiden. Es kam zu Verhandlungen zwischen den Vertretern der Liberalen und der Regierung und die Regierung musste nachgeben.

## Der Beratungslandtag
Der Beratungslandtag sollte nun aus 12 Abgeordneten bestehen. Drei davon wurden durch die bisherige Ritter- und Landschaft bestellt, die anderen 9 direkt und frei gewählt. Diese Regelung befriedete die Lage, auch wenn die Liberalen mit der Benennung dreier Altständischer Abgeordnete weiterhin unzufrieden waren. Nachdem die gleiche Frage im Landtag Reuß jüngerer Linie in einem Schiedsspruch am 5. April durch die Provisorischen Zentralgewalt zugunsten der altständischen Abgeordneten entschieden worden war, wurde diese Regelung aber auch in Reuß ä.L. akzeptiert.
Die Durchführung der Wahl verzögerte sich durch die Überlastung der Staatsbehörden. Am 3. Oktober 1848 erfolgte die offizielle Ausschreibung der Wahlen, die Wahlen selbst fanden im November statt. Bis Ende Januar hatten noch nicht alle Abgeordneten die Wahlannahme erklärt. Notwendige Nachwahlen wurden erst Februar/März 1849 vorgenommen. Durch die niedrige Wahlbeteiligung wurden beide Nachwahlen durch die Konservativen gewonnen (gewählt wurden Christian Friedrich Horlbeck und Heinrich Weigelt). Auch die Ritter- und Landschaft hatte inzwischen ihre Vertreter gewählt (darunter Eduard Alberti und Johann Gottlieb Stemler).
Am 25. Juni 1849 trat der Landtag im Gasthof „Zum Erbprinzen“ zu seiner ersten Sitzung zusammen. Der revolutionäre Elan des Jahres 1848 hatte sich zu diesem Zeitpunkt bereits gelegt. Der Landtag tage in fünf Sessionen bis zum 4. Juli 1851. Parlamentspräsident wurde der Konservative Heinrich August Schwarz, Horlbeck wurde Stellvertreter. Selbst die radikalsten demokratischen Vertreter im Landtag wie Ernst Keil waren aufgrund der Stimmung im Volk und der Zusammensetzung der Kammer auf gemäßigt konstitutionelle Positionen eingeschwenkt. Landtag, die weiterhin bestehende Ritter- und Landschaft und die fürstliche Regierung arbeiteten daher kooperativ zusammen und der Landtag legte im Sommer 1851 einen Verfassungsentwurf vor. Dieser enthielt den Grundrechte-Katalog der Paulskirchen-Verfassung und einen frei gewählten Landtag.

## Der Sieg der Reaktion
Die Verfassung hätte für ihre Wirksamkeit lediglich die Genehmigung des Fürsten bedurft. Diese erfolgte aber nie. In der Reaktionsära wurden in den anderen Teilen Deutschlands die Märzerrungenschaften zurückgenommen. In Reuß ä.L. verhinderte die fürstliche Regierung einfach das Inkrafttreten der Verfassung. Reuß ä.L. blieb damit das einzige Land im heutigen Thüringen ohne Verfassung. Erst 1867 wurde eine Verfassung erlassen und der Greizer Landtag geschaffen.

## Vertreter in reichsweiten Parlamenten
Im Vorparlament hatte Reuß ä.L. keinen eigenen Vertreter. Der Lederfabrikant Philipp Knoch aus Hirschberg war der Vertreter von Reuß j.L. und galt als Vertreter aller reußischen Lande.
Vom 18. Mai 1848 bis zum 24. Mai 1849 vertrat Ludwig Bonardy den Wahlkreis Reuß ältere Linie in der Frankfurter Nationalversammlung. Er gehörte dort der Fraktion Württemberger Hof an. Vom 26. Mai 1849 bis zum 18. Juni 1849 war Ferdinand Schröder (Deutscher Hof) Vertreter des Wahlkreises Reuß ältere Linie.
Eduard Alberti wurde am 31. Januar 1850 einstimmig durch die 78 Wahlmänner der Reußschen Fürstentümer im Wahlkreis der beider Fürstentümer zum Abgeordneten im Volkshaus des Erfurter Unionsparlaments gewählt.